# 張浚

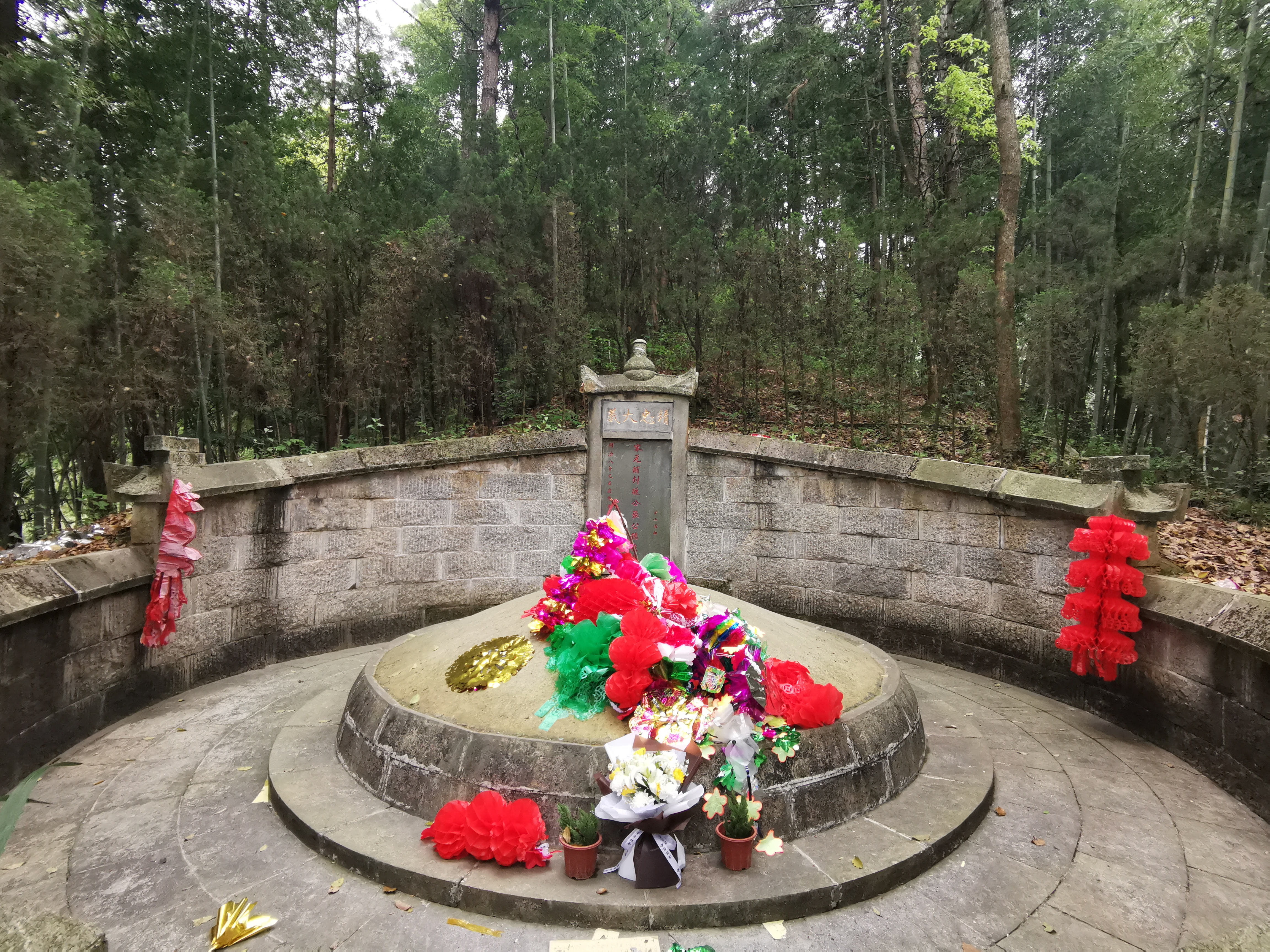
湖南省宁乡市巷子口镇官山的张浚墓。

張浚（1097年—1164年），字德遠，號紫巖居士，漢州綿竹（今屬四川）人。南宋抗金將領，唐朝張九齡弟張九皋之後。父張咸。母秦國夫人計氏。長子張栻。

## 早期
張浚四歲成孤儿。入太學，中進士第。靖康初，為太常簿。李纲在金国第一次伐宋晚期和姚平仲合作，与种师道等人之间有争功之嫌。姚平仲劫完颜宗望之营寨而大败，作为主要支持者的李纲被張浚以专权之名弹劾。
汴京陷落后，張浚听说宋高宗在应天府（今河南商丘）即位，馳赴应天府，除樞密院編修官，改虞部郎，擢殿中侍御史。金兵南侵，宋高宗往東南逃跑，後軍統制韓世忠部下逼逐諫臣墜水死，張浚奏奪韓世忠觀察使，上下始知有國法。遷侍御史。
这時宋高宗在揚州，張浚进言：「中原天下之根本，願下詔葺東京、關陝、襄鄧以待巡幸。」咈宰相意，除集英殿修撰、知興元府。未行，擢禮部侍郎，高宗召諭曰：「卿知無不言，言無不盡，朕將有為，正如欲一飛沖天而無羽翼，卿勉留輔朕。」除禦營使司參贊軍事。張浚预计金人必來攻，而南宋朝廷晏然自得，殊不防備，所以力劝宰相黃潛善、汪伯彥，但此二人皆笑張浚過分。

## 苗劉兵變
建炎三年（1129年）春，金人南侵，宋高宗逃到錢塘，留朱勝非于吳門捍禦，以張浚共同節制軍馬，不久朱勝非召还，張浚獨留。時潰兵數萬，所至剽掠，張浚招集甫定。这时苗傅、劉正彥叛亂，張浚和韓世忠合作平叛，功劳很大。

## 陝西抗金
建炎四年（1130年），張浚认为中興应當自關陝开始，考慮金人也许会先入陝取蜀，則東南不可保，所以請行為川、陝宣撫處置使。既抵興元，金兵已取鄜延，金將婁宿孛堇引大兵渡渭水，攻永興，宋將都按兵不动，不肯相援。張浚到任，即訪問風俗，罷斥奸贓，以搜攬豪傑為先務，諸將惕息聽命。
此时諜報金人將攻東南，張浚命諸將整軍向敵。不久金人大攻江、淮，張浚即治軍入衛支援。到达房州，知金人北歸，又回师關陝。这時金兀朮猶在淮西，張浚懼其继续骚擾東南，想牽制之，遂決策合五路之師攻打永興，以调动金兵。果然金急調兀朮、完顏婁室、完顏宗輔等等入援，大戰于富平。涇原帥劉錡身率將士冲击敵阵，殺獲頗眾。但環慶經略使趙哲畏敵先逃，宋軍挫敗，張浚退駐興州，斬趙哲。命吳玠聚兵扼險於鳳翔之和尚原、大散關，以斷敵來路，張浚上書待罪，宋高宗手詔慰勉，没有追究。
張浚在關陝三年，訓练新兵，以劉子羽為上賓，任趙開為都轉運使，擢吳玠為大將守鳳翔。劉子羽開善理財，而吳玠每戰必勝。西北遺民，歸附日眾。所以虽然關陝丢失，但全蜀安全，且以形勢牽制東南，江、淮亦賴以安。
紹興元年（1131年），金將烏魯攻和尚原，吳玠乘險擊之，金人大敗走。兀朮亲自出马，吳玠及其弟吳璘又大破之。这就是吳玠的大散關和尚原之战。張浚论功升檢校少保、定國軍節度使。

### 罢官
紹興三年（1133年），張浚罢官有几个因素：
- 建炎四年（1130年）富平之役前，手下大将吳玠曾敗于彭原，投訴另一大将曲端不整師。曲端又曾迫逐帥臣王庶而奪其印。富平之役大败，起因是赵哲临阵脱逃，但曲端和張浚也意见不合闹矛盾，加上曲端的心腹張忠彥等降金。張浚开始时重用曲端，终于廢之，後来在重新启用和追究责任之间徘徊，最后还是将曲端下獄論死。有人弹劾張浚殺趙哲、曲端無辜，而重用刘子羽、吴玠是不对的，朝廷开始怀疑張浚。
- 建炎四年（1130年）初，辛炳知潭州，張浚在陝西抗金，以檄發兵，辛炳不派兵支援，張浚奏劾之。1133年，辛炳已经是御史中丞，同列弹劾張浚。
- 紹興三年（1133年），宋高宗遣王似作張浚副手。这时金將撒离喝及劉豫军聚兵入攻，破金州。劉子羽為興元帥，約吳玠同守三泉。金人至金牛，宋師掩擊大胜之，斬馘及墮溪谷死者，以數千計。这时張浚听到王似來，就请求解除王似兵权，并说王似不胜任。宰相呂頤浩不悅，同时朱勝非也以旧怨攻击張浚，宋高宗詔浚赴见。

由此張浚被宋高宗罢免，直到1163年獲宋孝宗啟用以領導隆兴北伐，但功敗垂成，隔年病逝。

## 江淮抗金
張浚刚被罢免不久，劉豫之子劉麟趁机引金人入攻。高宗想起張浚前言，于是免朱勝非，召張浚以資政殿學士提舉萬壽觀兼侍讀。張浚入見，高宗手詔为張浚辨前誣，除知樞密院事。
張浚既受命，即日赴江上視師。此時兀朮擁兵十萬於揚州，約日渡江決戰。張浚長驅臨江，召韓世忠、張俊、劉光世議事。將士見張浚，勇氣十倍。張浚派遣諸將，身留鎮江節度之。韓世忠遣麾下王愈詣兀朮約戰，且言樞密張浚已在鎮江。兀朮曰：「張樞密貶嶺南，何得乃在此？」王愈出張浚所下文書示之。兀朮色變，晚间不战而遁。

## 评价
浚幼有大志，及為熙河幕官，遍行邊壘，覽觀山川形勢，時時與舊戍守將握手飲酒，問祖宗以來守邊舊法，及軍陳方略之宜。故一旦起自疏遠，當樞筦之任，悉能通知邊事本末。在京城中，親見二帝北行，皇族系虜，生民塗炭，誓不與敵俱存，故終身不主和議。每論定都大計，以為東南形勢，莫如建康，人主居之，可以北望中原，常懷憤惕。至如錢塘，僻在一隅，易於安肆，不足以號召北方。與趙鼎共政，多所引擢，從臣朝列，皆一時之望，人號「小元祐」。所薦虞允文、汪應辰、王十朋、劉珙等為名臣；拔吳玠、吳璘於行間，謂韓世忠忠勇，可倚以大事，一見劉錡奇之，付以事任，卒皆為名將，有成功，一時稱浚為知人。浚事母以孝稱，學邃于《易》，有《易解》及《雜說》十卷，《書》、《詩》、《禮》、《春秋》、《中庸》亦各有解，文集十卷，奏議二十卷。子二人、栻、枃。栻自有傳。
宋理宗時，以張浚、趙鼎為宰相典範，並將張浚列為昭勳閣二十四功臣之一，圖像於昭勳閣。理宗時期名臣、理學家魏了翁為紀念張浚、張栻，修建紫巖書院，並為之作贊。淳熙年間，在張浚、故鄉四川綿竹始建進德堂，祭祀張浚。南宋後期，宋廷在漢中建張浚祠。
元朝時，光祿大夫趙世延捐俸在張浚故鄉綿竹修建書院，因張浚自號紫巖先生，竣工後元廷便賜名為“紫巖書院”。延祐五年（1318年），名相張養浩所作《敕賜成都紫巖書院記》有載。
洪武二十一年（1388年），明太祖取古今功臣三十七人配享歷代帝王廟，其中便有張浚。明成祖還將他的事蹟載入《永樂大典》國朝忠傳。明英宗時，下旨免張浚後裔差役。嘉靖三年（1524年），明世宗下詔修復張浚父子墳墓，敕建“張浚祠”，並下旨建“南軒書院”，御書匾額，命其墓地為“官山”；將寧鄉張浚、張栻父子祠墓及綿竹大柏林張浚父張咸墓兩處納入國家祀典；由首輔楊廷和撰寫了重修張浚祠堂記。
清朝順治年間，張浚等四十一位歷代功臣從祀帝王廟。乾隆十一年（1746年），巡撫追捕錫紱於都司衙門舊房，恢復城南書院。嘉慶二十五年（1820年），巡撫左杏莊在妙高峰故地複建，並在峰上建南軒夫子祠，前為文星閣，道光御書“麗澤風長”匾額。同治八年（1869年），清廷重建張浚、張栻墓。清廷優待張浚後人，免除其人的一切差徭雜役。

## 轶事
- 苗傅、劉正彥曾雇人刺杀張浚。張浚在秀州时，警備甚嚴，曾经夜里有客至前，出一紙懷中说：「此苗傅、劉正彥募賊公賞格也。」張浚問那你想怎么办？客曰：「僕河北人，粗讀書，知逆順，豈以身為賊用？特見為備不嚴，恐有後來者耳。」張浚下執这名仗义刺客的手，問其姓名，但不告而去。

- 相传張浚得罪了秦檜以后，被贬到零陵，隨身只帶了幾箱子舊物。檜党誣告說那里面都是張浚和蜀地旧部往來策划謀反的書信，以为抄家缴来至少可以在其中发现一些不利于張浚的私物。宋高宗派人去抄來，在朝堂上打開却只看到一些書籍，雖然也有書信，但里面都是憂國愛君的話。此外就是破舊衣服，宋高宗大出意外，非常感動，說：没想到張浚竟然一貧如此。於是派使者追赶去送他三百兩金。檜党又對外宣稱說是去賜張浚死，指望張浚会有错误的反应，自杀或者反叛。消息傳到零陵，張浚的左右哭之，張浚說：「我的罪過固然當死，如果像外面傳的那樣，死了來向國家謝罪也沒什麼，你們為什麼要哭呢？」張浚又問使者是誰，說是殿帥楊存中（即楊沂中）的兒子。張浚說：「我不須死了，存中是我的故部。如果朝廷要賜我死，必然另派他人。」不久使者到了，宣讀了皇帝的聖旨，張浚得三百兩賞金。

## 延伸阅读
[在维基数据编辑]
 《宋史·卷361》，出自脱脱《宋史》
 在维基共享资源阅览影像